# Kerivoula myrella
Kerivoula myrella је врста слепог миша из породице вечерњака (лат. Vespertilionidae).

## Распрострањење
Ареал врсте је ограничен на једну државу. Папуа Нова Гвинеја је једино познато природно станиште врсте.

## Станиште
Уљане палме и вегетација уз слатководна подручја.

## Угроженост
Подаци о распрострањености ове врсте су недовољни.